# Santé au Zimbabwe
Vous lisez un « bon article » labellisé en 2021.

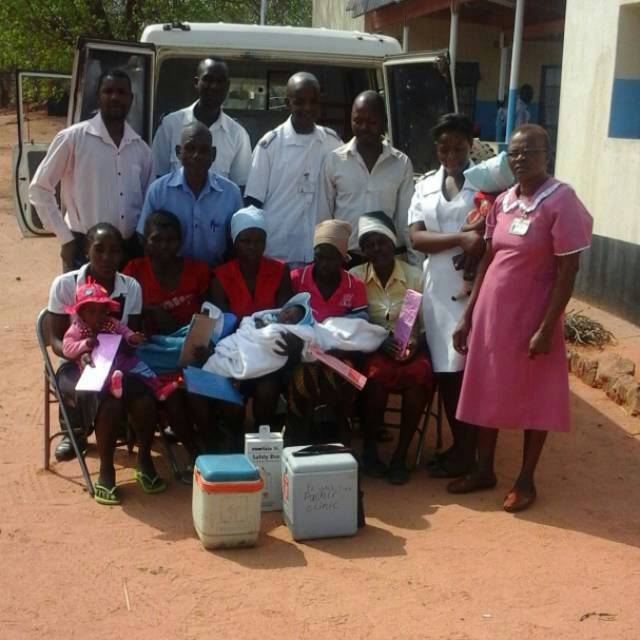
La clinique rurale de Binga.

Le Zimbabwe dispose d'un système de santé publique accompagné d'une politique sanitaire. Historiquement, le système de santé du Zimbabwe était réputé comme l'un des meilleurs, voire le meilleur d'Afrique, notamment dans les années 1980, dès l'accession à l'indépendance.
Le système sanitaire zimbabwéen a néanmoins grandement perdu en qualité depuis les années 1990 et connaît une situation de crise permanente, les hôpitaux étant délabrés, insalubres et disposant de trop peu de matériel et de personnel, ce qui augmente le recours aux soins privés tandis que perdure la médecine traditionnelle. Cette situation peut notamment s'expliquer par une forte corruption des politiques et par le détournement des aides internationales. À ce système de santé moderne s'ajoute une importance majeure accordée à la médecine traditionnelle, notamment dans les zones rurales et pauvres.
Le Zimbabwe est un pays confronté à de nombreuses maladies. Le pays a souvent dû faire face à de fortes épidémies, à l'instar de l'épidémie de choléra de 2008, ou de celle survenue en 2018. Le pays connaît également un grand nombre de cas de VIH. À ces deux maladies s'ajoutent le paludisme et la tuberculose.
Les fortes épidémies auxquelles le pays doit faire face sont souvent causées par des facteurs environnementaux favorisant la propagation de maladies et l'affaiblissement du système immunitaire chez les individus. La faible qualité des infrastructures médicales est également un facteur facilitant la propagation des épidémies.

## Historique

### Pendant la colonisation
Dans un rapport annuel publié en 1939, le Dr Andrew Paton Martin, médecin-hygiéniste de la Rhodésie du Sud, attire l'attention sur la diminution du taux de natalité, l'augmentation des maladies vénériennes et l'infiltration de la tuberculose dans la colonie. Il y a eu une diminution appréciable du scorbut chez les indigènes des mines, mais l'alimentation des indigènes des mines était encore loin d'être satisfaisante. Parmi les maladies tropicales répandues en Rhodésie du Sud, le paludisme est la plus grave, car il a causé 10 % des décès en 1939. La bilharziose l'a suivi de près et la lèpre constitue un problème majeur, mais la trypanosomose semble être absente.
Concernant les infrastructures sanitaires, la Rhodésie du sud est une des colonies qui a été la plus équipée par les colons britanniques. En effet, durant les premières années de la colonisation, les colons ont mis en place des petits réseaux d'hôpitaux, afin de développer l'industrie minière et l'agriculture. C'est également durant cette période que les colons commencent à forcer et à convaincre les indigènes de renoncer à la médecine traditionnelle. Dès la fin de la Seconde guerre mondiale, les infrastructures sanitaires en Rhodésie du sud ont connu une expansion extrêmement rapide, du fait d'une forte immigration britannique et d'une augmentation forte de demande de soins occidentaux émanant des indigènes, du fait de l'action persuasive des colons pendant les débuts de la colonisation. Néanmoins, les hôpitaux restent majoritairement  dans les grandes villes, là où se trouvent les colons.

### 1980-1990: La santé au sortir de la colonisation
Dès son accès à l'indépendance en 1980, le Zimbabwe était réputé pour disposer de l'un des meilleurs systèmes de santé d'Afrique, et a également connu une amélioration massive de la qualité de vie. Ainsi, le taux de mortalité infantile est passé de 90 % en 1980 à 53 % en 1998. Du fait de la faible augmentation du revenu moyen, il est fort probable que cette diminution soit due aux efforts du gouvernements en matière de santé. Ces années voient également les premières aides internationales pour la santé au Zimbabwe, avec une première intervention de la Banque mondiale par un prêt visant à soutenir la qualité et la couverture des soins dans huit districts du pays. Ainsi, lors de son accès à l'indépendance, le Zimbabwe était doté d'une politique et d'un système sanitaire solides. Durant cette période, le pays ne connaît pas de fortes épidémies. Néanmoins, une pluralité d'évènements, d'ordre climatiques, sociaux et économiques ont mené à des choix politiques ayant comme conséquence la dégradation du système de santé.

### 1990-2020: La dégradation du système de santé et l'émergence de fortes épidémies
Dès les années 1990, en raison de la crise économique, des sécheresses et de la recrudescence du sida, la santé s'est fortement dégradée au Zimbabwe. Les taux de mortalité adulte et infantile, alors dans une dynamique de baisse, repartent à la hausse et certaines maladies, alors peu présentes, s'accroissent. C'est notamment le cas de la tuberculose. Si la crise économique a pu avoir un impact sur l'affaiblissement du système de santé, il semblerait que le sida soit la principale cause de cette recrudescence de la mortalité. En effet, les revenus moyens zimbabwéens ayant très peu augmenté entre 1980 et 1990, les habitants ont payé pour des soins curatifs en cas de maladie, plutôt que pour des moyens de préventions de ces maladies, nécessaires à la lutte contre le sida. De plus, la hausse du prix des denrées alimentaires, conjuguée à une diminution des salaires et à la sécheresse de 1991-1992, et ce dès le début de la décennie 1990, a marqué le début d'une forte dégradation du système sanitaire zimbabwéen. Les années 1990 au Zimbabwe signent également les prémices de la fuite des travailleurs de la santé (et notamment des médecins, ce qui s'apparente à une fuite des cerveaux) vers d'autres pays, du fait de conditions de travail de plus en plus dégradées, de fortes diminutions de salaires et de licenciements massifs au Zimbabwe. Ceci a entraîné une pénurie du personnel médical.
Durant les années 2000, le système de santé zimbabwéen connaît les mêmes problèmes que lors des années 1990 : hausse du prix des soins, appauvrissement de la population, désintérêt du gouvernement pour la santé publique, fuite des cerveaux et pénuries de soins. Ces soucis tendent à s'aggraver et n'ont connu, depuis 2000, aucune amélioration. En plus de la forte présence du sida et de la résurgence de maladies comme la tuberculose, le pays fait également face à de très fortes épidémies, comme l'épidémie de choléra de 2008 qui dégrade encore davantage la situation sanitaire au Zimbabwe.

## Politique sanitaire
La crise économique affectant le Zimbabwe depuis près de 20 ans a conduit à une forte de baisse des investissements dans la santé publique, amenant logiquement à une dégradation des infrastructures médicales et à la fermeture d'un grand nombre d’hôpitaux publics et de cliniques gratuites. Les salaires des personnels médicaux ont également été fortement diminués, engendrant, début septembre 2019 une grève des médecins et autres personnels hospitalier du Zimbabwe. Malgré des promesses faites par le deuxième président du Zimbabwe, Emmerson Mnangagwa, les investissements du pays dans la santé dépendent fortement des aides internationales qui ont, à titre d'exemple, financé plus de la moitié de la somme nécessaire pour enrayer l'épidémie de choléra de 2018. De plus, la grève des personnels de santé ne s'est achevée qu'en janvier 2020, après la promesse de Strive Masiyiwa, un homme d'affaires d'origine zimbabwéenne, fondateur de la société de télécommunications Econet Wireless, de verser pendant six mois leur salaire aux médecins. Cela illustre la dépendance de la politique sanitaire du Zimbabwe aux fonds privés et aux aides internationales.

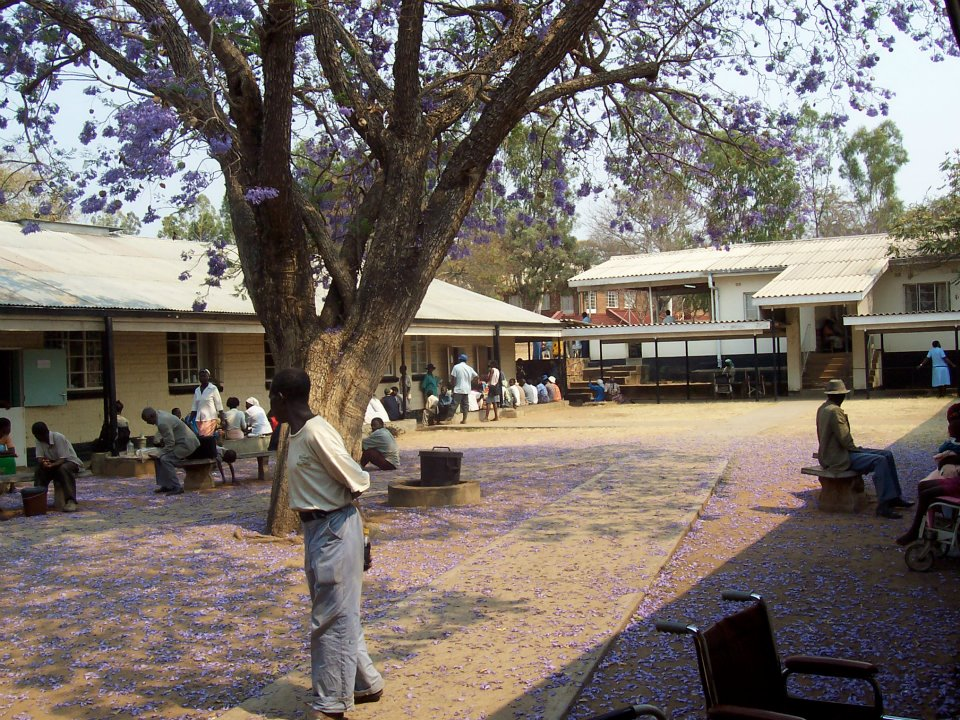
L'hôpital de Karanda.

La corruption systémique au Zimbabwe fait du tort au domaine de la santé. Une partie des aides internationales est détournée par les dirigeants. De plus, ces derniers n'hésitent pas à conclure des contrats avec des entreprises étrangères, alors qu'elles survendent leurs fournitures. Ce fut par exemple le cas du ministre de la santé Obadiah Moyo, qui en 2019, a octroyé un contrat d'environ 60 millions de dollars à une entreprise qui pratiquait des prix bien trop élevés, et ce sans l'accord du gouvernement. Il a également été accusé de malversations, après avoir demandé des fonds pour acheter 15 000 kits de tests de dépistage du COVID-19, alors que le pays n'en a reçu que 3 700. Il a par la suite été licencié pour corruption. Le détournement de matériel constitue également une des formes de corruption, dans le domaine de la santé au Zimbabwe. Ainsi, en mars 2020, des tests COVID-19, offerts par l'UNICEF sont retrouvés dans un immeuble à Harare par la police anticorruption.
Ceci pousse logiquement les Zimbabwéens à se tourner vers le secteur privé. Néanmoins, les coûts des hôpitaux privés sont bien trop élevés pour une partie de la population, oscillant de 2 500 à 5 000 euros, alors que le salaire minimum est de 95 euros. Ainsi, les dirigeants préfèrent se faire soigner à l'étranger. Ce fut par exemple le cas de l'ancien président Robert Mugabe qui préférait être soigné à Singapour.
En 2018, la santé au Zimbabwe représentait 4,6 % de son PIB et 7,1 % des dépenses publiques de l'état, soit 2 026 millions de dollars. À titre de comparaison, en 2019, un pays comme la France consacrait environ 11 % de son PIB à la santé et un pays voisin du Zimbabwe, comme le Botswana y consacrait, en 2014, 5,4 % de son PIB.

### Législation
Le système de prestation de soins de santé du Zimbabwe est fondé sur le droit constitutionnel aux soins de santé de l'article 76, sous-section 1-4, de la Constitution du Zimbabwe, qui dispose que :
- Chaque citoyen et résident permanent du Zimbabwe a le droit d'avoir accès aux services de santé de base, y compris la santé reproductive ;
- Toute personne vivant avec une maladie chronique a le droit d'avoir accès aux services de santé de base pour la maladie ;
- Nul ne peut se voir refuser un traitement médical d'urgence dans un établissement de santé ;
- L'État doit prendre des mesures législatives et autres raisonnables dans les limites des ressources dont il dispose, pour parvenir à la réalisation progressive des droits énoncés dans le présent article.

### Système de santé

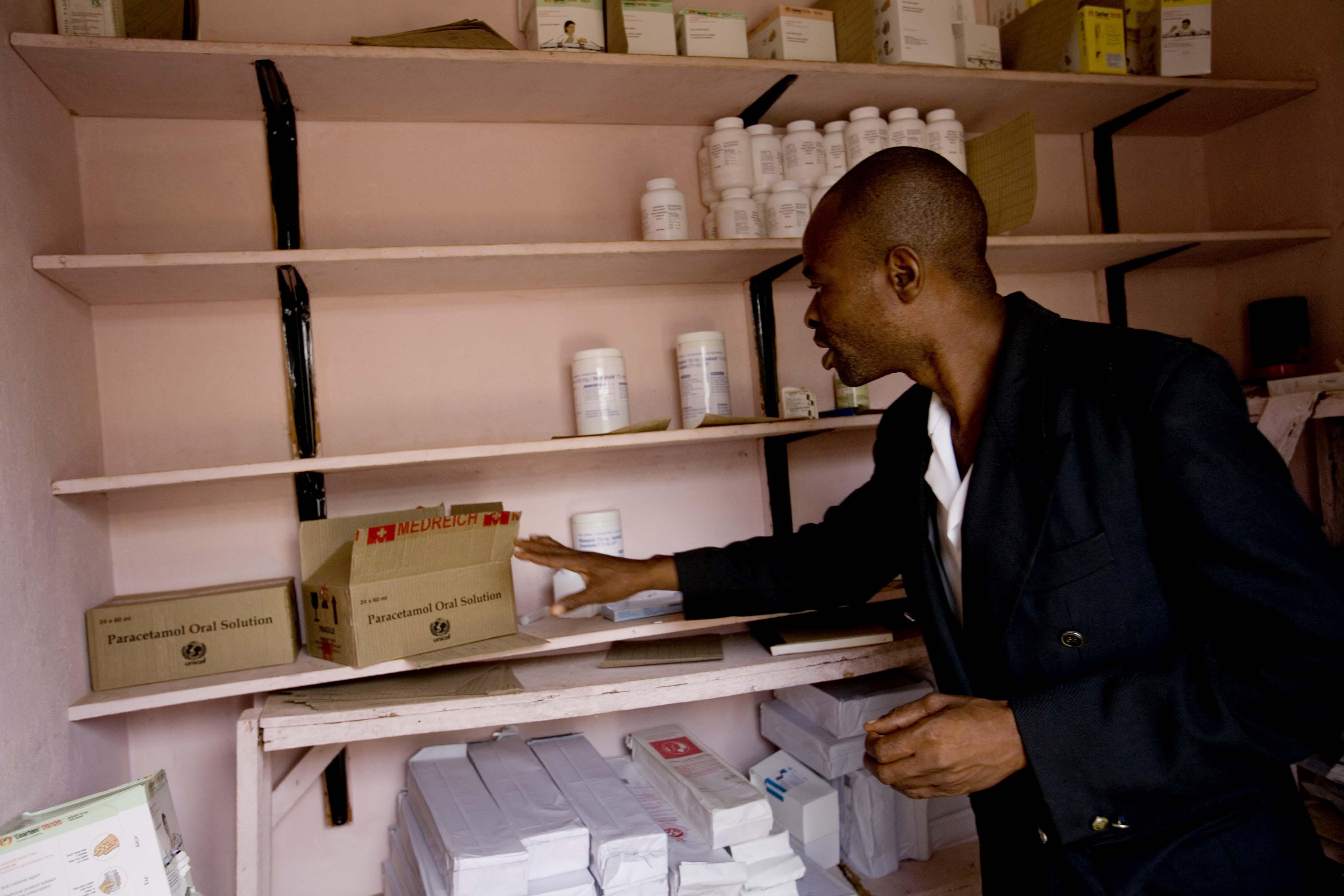
Un travailleur de la santé zimbabwéen montrant le peu de médicaments disponible dans un centre de santé (22 avril 2009) illustrant les pénuries de médicaments dont souffre le Zimbabwe.

Le Zimbabwe a longtemps bénéficié d'un des systèmes de santé les plus performants d'Afrique,. Dès l'indépendance, en 1980, le pays a commencé à recevoir des conseils de la banque mondiale, ainsi que des aides financières, comme en 1986, où la banque mondiale a consenti un prêt au Zimbabwe, dans le but d'améliorer la couverture des frais de santé et l'amélioration qualitative des soins (en finançant de nouvelles infrastructures ou bien en finançant la formation du personnel soignant). Néanmoins, à cause de l'hyperinflation et des tensions politiques, l'état du système de santé a été fortement fragilisé. Ainsi, la fermeture de nombreuses cliniques a conduit les Zimbabwéens à se débrouiller seuls, à l'image d'Esther Gwena, une habitante d'Harare, ne disposant d'aucune formation médicale et qui aurait, selon ses dires, aidé à la naissance de « plus de 250 bébés » dans son salon.
En plus du manque d’hôpitaux, le manque de matériel, comme des gants en latex de faible qualité, ou le fait que certains patients sont couchés sur des draps imbibés de sang et de matières fécales, constituent des facteurs contribuant au manque de soins de qualité au Zimbabwe. Les coupures d'électricité et la difficulté d'accès à l'eau potable détériorent encore davantage les conditions dans lesquelles les soins sont prodigués. La grande pauvreté de la population zimbabwéenne (près de 90% de la population est au chômage) est également une barrière empêchant l'accès aux soins. Certains médecins ont qualifié l'hôpital public de « piège mortel » car il est hautement probable pour les Zimbabwéens de contracter des maladies en se rendant à l'hôpital public. Le pays est également fréquemment sujet aux pénuries de médicaments. Lors des crises et des pénuries, les consultations sont gratuites, mais les soins et le matériel médical sont généralement payants, même à l'hôpital public.

### Infrastructures sanitaires
Il y avait 214 hôpitaux au Zimbabwe en 2015. Sur ce total, qui n'inclut pas les petites cliniques, 120 sont des hôpitaux publics gérés par le ministère de la Santé et de la Protection infantile, 62 sont des hôpitaux de mission et les 32 autres sont privés. Le système hospitalier public comprend six hôpitaux centraux, huit hôpitaux provinciaux et 63 hôpitaux de district , les autres étant des hôpitaux ruraux. Au Zimbabwe, 14 % des établissements de santé sont situés dans les zones urbaines, tandis que 86 % sont établis dans les zones rurales. En 2015, le Zimbabwe comptait 1 848 hôpitaux et établissements de soins de santé primaires.
Selon la Stratégie nationale de santé du Zimbabwe (2016-2020), actuellement chaque district compte au moins deux médecins, chaque centre de soins de santé primaires compte au moins deux infirmières qualifiées, 59 % des services administratifs sont desservis par un technicien en santé environnementale et 60 % des villages ont accès à un agent de santé villageois. En 2011, il y avait environ 1,7 lit d'hôpital pour 1 000 personnes.
L'hôpital central de Harare, construit en 1958, est le principal établissement de référence pour les patients vivant dans le nord du Zimbabwe.
Ces infrastructures bénéficient de l'aide d'organismes mondiaux comme la banque mondiale ou le comité international de la Croix-Rouge qui aident financièrement la création non seulement d'établissement de soins comme des cliniques, mais également de services liés, comme l'assainissement de l'eau.

## Médecine traditionnelle
Pour un article plus général, voir Médecine traditionnelle africaine.

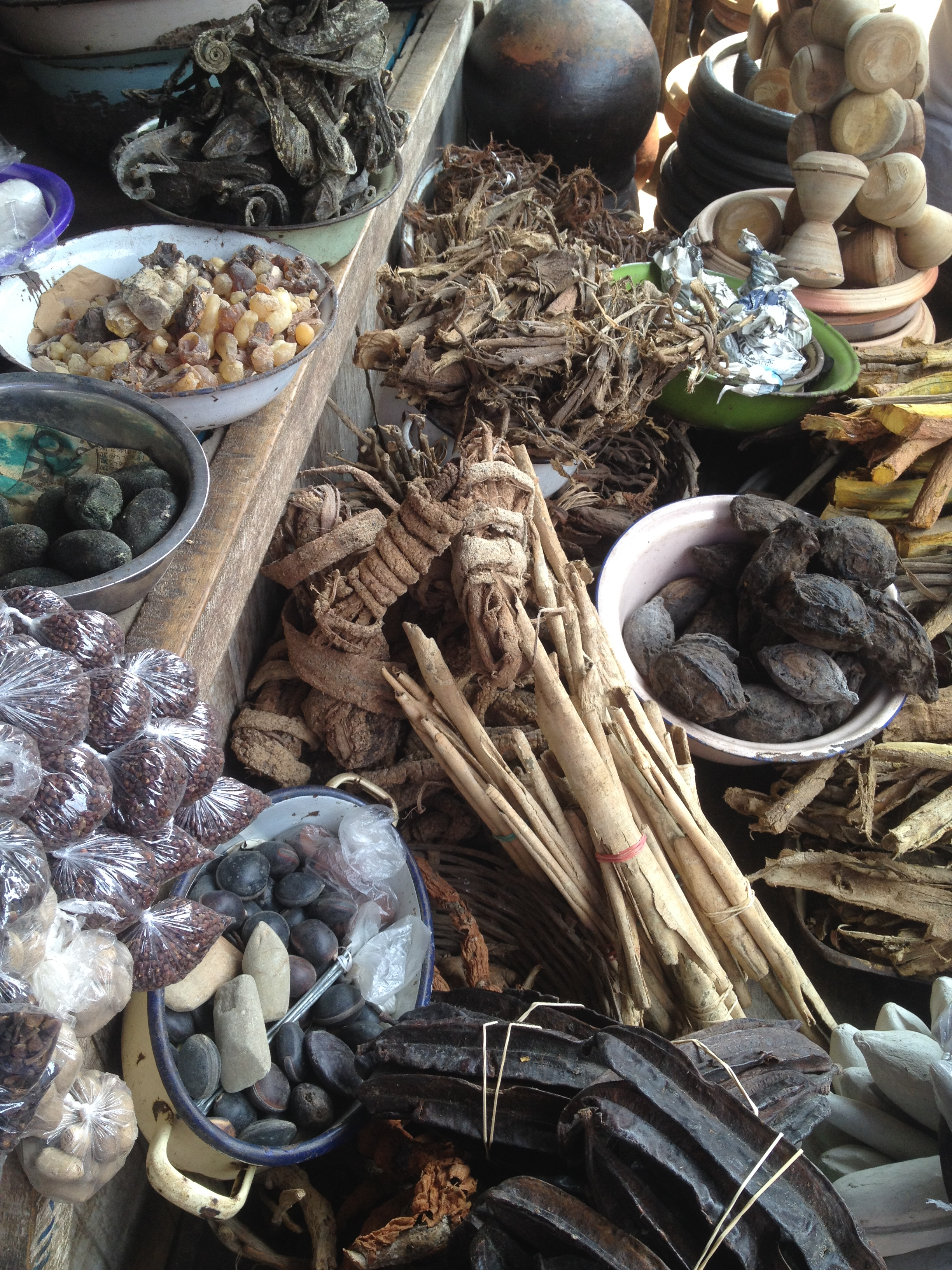
Plantes utilisées en médecine traditionnelle africaine.

La médecine traditionnelle, en Afrique, est une médecine alternative faisant appel à l'herboristerie autochtone et à la spiritualité africaine, impliquant généralement des devins, des sages-femmes et des herboristes. Les praticiens de cette médecine traditionnelle affirment pouvoir soigner diverses maladies telles que les cancers, les troubles psychiatriques, l'hypertension artérielle, le choléra, les maladies vénériennes, l'épilepsie, l'asthme, l'eczéma, la fièvre, l'anxiété, la dépression, l'hyperplasie bénigne de la prostate, les infections, la goutte ; et susciter la guérison des plaies et des brûlures, et même de l'Ebola.

### Histoire
La médecine traditionnelle a été réprimée et prohibée durant la colonisation, du fait du peu d'études sérieuses sur les bienfaits de cette médecine, et en raison également d'un certain mépris des autorités coloniales pour cette culture autochtone. Au XXIe siècle, vu les frais élevés des systèmes de santé moderne, les médecines traditionnelles ont connu un retour en puissance, bien que paradoxalement le développement des infrastructures sanitaires modernes puisse, à terme, arrêter le recours à la médecine traditionnelle. La médecine traditionnelle a été décrite par l'Organisation mondiale de la santé comme l'un des moyens les plus sûrs d'atteindre la couverture totale des soins de santé de la population mondiale. En dépit de la marginalisation de la médecine traditionnelle pratiquée dans le passé, l'attention portée actuellement par les gouvernements à une application généralisée des soins de santé a donné un nouvel élan à la recherche, aux investissements et à la conception de programmes dans ce domaine dans plusieurs pays en développement.
En 1985, Michael Gelfand publie un livre exclusivement consacré à la pratique de la médecine traditionnelle au Zimbabwe. L'ouvrage reste néanmoins majoritairement centré sur les effets médicaux de cette médecine. La reconnaissance de la médecine traditionnelle par le gouvernement remonte à 1981, mais il existe néanmoins peu de lois à ce sujet.

### L'intégration de la médecine traditionnelle aujourd'hui
L'Organisation mondiale de la santé estimait en 2006 que 80 % des Africains avaient régulièrement recours aux services des praticiens de la médecine traditionnelle. Le Zimbabwe ne fait pas exception : en 1985, on comptait environ un médecin pour 6 250 habitants, tandis qu'on comptait un tradipraticien pour 235 urbains (pour les ruraux, ces chiffres s'élèvent à 1 pour 956),. Les guérisseurs du Zimbabwe ont une importance sociale forte (la plupart des Zimbabwéens, même ceux qui disposent de moyens suffisants pour se payer des soins dits « modernes », ont recours aux guérisseurs, pas nécessairement pour recevoir des soins, mais plus par superstition). Ils ont également la réputation d'être capables de trouver les causes des maladies en lançant des os. Cette pratique s'apparente à de la divination. Néanmoins, les tradipraticiens (ou guérisseurs) disposent de solides connaissances en herboristerie, sur les vertus curatives des plantes utilisées. Ainsi, leur importance sociale, leur accessibilité et leur efficacité en font des acteurs sanitaires de premier plan au Zimbabwe.

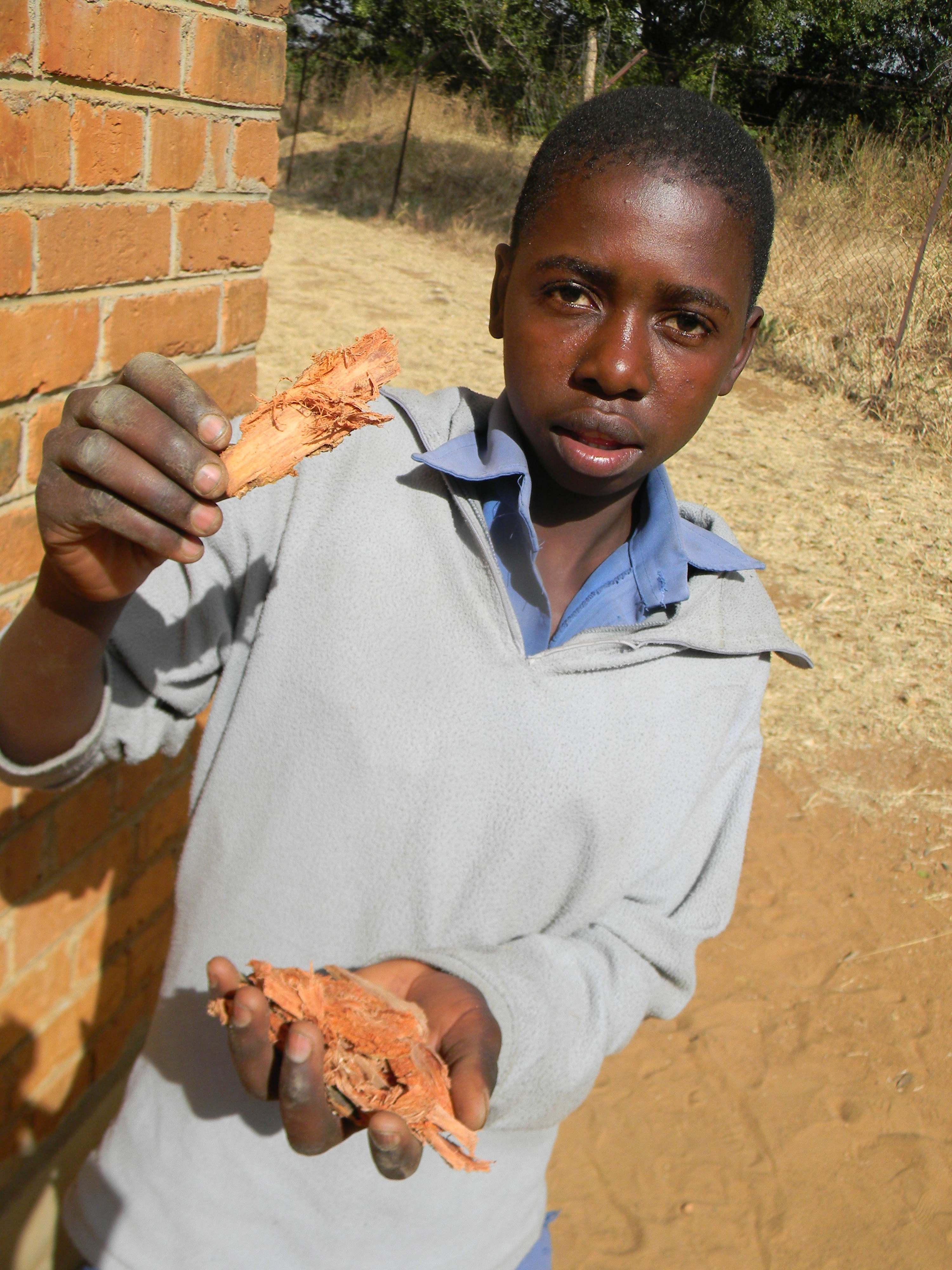
Un jeune garçon zimbabwéen tenant des herbes traditionnelles qui sont couramment utilisées pour soigner les maux de dents et autres problèmes dentaires.

L'OMS publie d'ailleurs, en 2002, les premières directives avec pour but d'aider le Zimbabwe à réglementer la médecine traditionnelle. L'OMS recommande également au Zimbabwe d'intégrer au système de soins classique certaines pratiques fiables des médecins traditionnels. Ainsi, dès les années 2000, le Zimbabwe aurait commencé à répertorier les guérisseurs, et à trier ceux possédant de réelles compétences médicales et les « charlatans ». Si l'association nationale des guérisseurs traditionnels du Zimbabwe s'estimait alors satisfaite de ces mesures, elle déplorait le maintien de l'interdiction d'exercer leur profession au sein des cliniques rurales, généralement à l'abandon et en proie au manque de médicaments.
En 2006, David Parirenyatwa, alors ministre de la santé et de l'enfance, déclare qu'« il est nécessaire de standardiser dans une certaine mesure les activités ». Pour ce faire, il propose de doter les tradipraticiens de vrai locaux, voire de leur permettre d'exercer au sein des cliniques rurales. Le docteur James Hartzel, professeur de médecine à l’université KwaZulu-Natal (en Afrique du Sud) cherche à améliorer la coordination et le travail entre tradipraticiens et médecins. Au Zimbabwe, cette recherche de coordination et d'entraide se traduit par l'acceptation par les tradipraticiens de certaines normes de la médecine occidentale. Ainsi, les tradipraticiens zimbabwéens ont renoncé à inciser plusieurs personnes avec la même lame de rasoir, pour éviter la transmission du VIH.
Cependant, en 2011, d'après l'association des guérisseurs traditionnels du Zimbabwe, il existe toujours une absence de standardisation de la médecine traditionnelle, et ce malgré le lancement d'un programme officiel de l'OMS, visant à classifier les soins traditionnels de par le monde. Or, la situation sanitaire au Zimbabwe étant en crise permanente, la plupart des zimbabwéens, par manque de moyens, ou du fait des pénuries de médicaments, qui voient des hôpitaux refuser des patients, ont recours aux tradipraticiens. L'exil des médecins depuis le début des années 2000 a également contribué au renforcement de la médecine traditionnelle, notamment dans les milieux urbains. La non-standardisation de la médecine traditionnelle par le gouvernement entraîne un afflux de produits médicamenteux, à base de plantes, de contrebande, originaire de Chine. Ces produits de contrebande peuvent être dangereux pour la santé de leurs utilisateurs.

## Aperçu global des principaux enjeux sanitaires
Au Zimbabwe, les principales épidémies sont des épidémies de sida, de choléra et de tuberculose. L'omniprésence de ces trois maladies au Zimbabwe mettent les enjeux de l'assainissement de l'eau et de la contraception au premier plan.

### Espérance de vie
En 2014, l'espérance de vie au Zimbabwe était de 55,68 ans selon une estimation de la CIA. En 2020, toujours selon la CIA, elle a monté à 62,83 ans. Selon l'Organisation mondiale de la santé, l'espérance de vie des hommes est passée de 34,4 ans en 2006 à 58,5 ans en 2013, celle des femmes à 61,3 ans.

### Paludisme
Le paludisme est un problème de santé majeur au Zimbabwe car plus de la moitié des Zimbabwéens est considérée comme « population à risque ». L'épidémiologie du paludisme varie à travers le pays : la transmission de la maladie est permanente dans les zones de plaine, fortement sujettes aux épidémies. Dans les zones montagneuses, la transmission du virus est saisonnière, se produisant principalement entre novembre et avril, en corrélation étroite avec les précipitations. Selon le système d'information sanitaire du district du Zimbabwe, environ 82 % des cas de paludisme en 2016 provenaient de trois provinces de l'est (Manicaland, Mashonaland East et Mashonaland Central), avec 39 % de la totalité des cas et 31 % de la totalité des décès provenant uniquement de la province de Manicaland. La concentration des cas de paludisme et des décès dans ces trois provinces est restée constante depuis 2013.
Les cas signalés sont passés de 1,8 million en 2006 à 281 000 en 2016 (20,5 pour 1 000 habitants par an). De nouveaux cas sont déclarés, principalement le long de la frontière entre le Zimbabwe et le Mozambique, y compris dans la province de Manicaland, où il a été constaté en 2013 qu'Anopheles funestus (moustique vecteur) a développé une résistance aux insecticides pyréthrinoïdes. Il est difficile déterminer si le nombre particulièrement élevé de cas dans la région est également dû à la migration à travers la frontière ou à des interventions de contrôle du paludisme inefficaces.

### Choléra

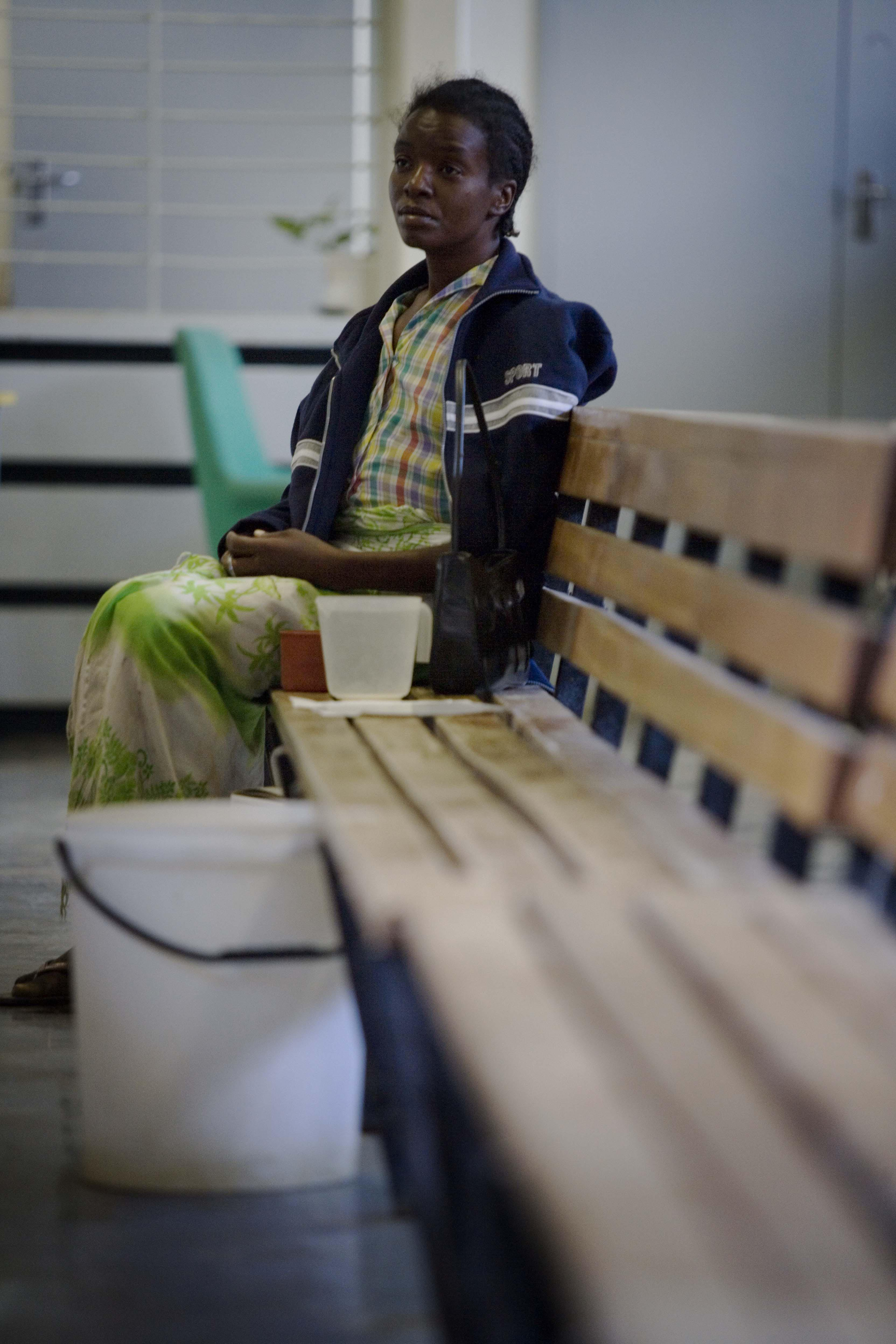
Une femme en attente d'un test de dépistage du choléra dans un hôpital du district de Budiriro.

Une épidémie de choléra de 2008 au Zimbabwe a commencé en août 2008, s'est diffusée à travers tout le pays puis s'est propagée dans les pays voisins du Zimbabwe que sont le Botswana, le Mozambique, l'Afrique du Sud et la Zambie,. Au 10 janvier 2010, 98 741 cas avaient été signalés pour 4 293 décès, ce qui en faisait l'épidémie de choléra la plus meurtrière en Afrique depuis 1993,. Le gouvernement du Zimbabwe a déclaré que l'épidémie était une urgence nationale et a demandé une aide internationale.
Il y a également eu une épidémie de choléra en 2018-2019 avec un total de 10 421 cas, pour 69 décès.
Après les cyclones Idai et Kenneth, 490 000 personnes ont été vaccinées dans les districts de Chimanimani et de Chipinge, dans la province de Manicaland afin d'éviter une éventuelle épidémie de choléra,. Il n'y a eu aucun cas de choléra après le passage des cyclones au Zimbabwe, mais il y en a eu au Mozambique, un pays voisin.
Pour Amnesty International, les épidémies de choléra sont la conséquence directe de l'impossibilité pour les pouvoirs publics d'investir dans des services d'eau potables et d'assainissement fonctionnels et salubre.

### VIH / sida

Nombre annuel d'infections au VIH et de morts du sida au Zimbabwe.

Le Zimbabwe était et est toujours l'un des pays les plus touchés par le sida. Beaucoup d'hommes ont été contaminés par le VIH et sont morts du sida, laissant ainsi de nombreuses veuves. Ces femmes doivent alors jouer le rôle de cheffe de famille. L'immensité du problème du sida au Zimbabwe peut être clairement exemplifiée par cette statistique particulière : un enfant sur cinq est orphelin en raison du sida, soit environ 1 million d'enfants en 2011.
En 2005, la mortalité due au sida est importante : le taux de prévalence du sida est supérieur à 20 %, 3 000 personnes meurent chaque semaine de la maladie et 170 000 chaque année. Toujours en 2005, seules 9 000 personnes ont reçu un traitement alors que près de 295 000 personnes en avaient besoin.
En 2011, le nombre de personnes vivant avec le VIH au Zimbabwe atteint environ 1,2 million, alors que la population du Zimbabwe est d'environ 12,75 millions d'habitants à ce moment-là. Les personnes infectées par le VIH représentent donc 9,41 % de la population totale.

### Tuberculose
Le Zimbabwe est classé parmi les 22 pays où la tuberculose est une maladie fréquente. En 2000, le taux de morbidité de la tuberculose a atteint 726 pour 100 000 personnes. En 2011 le taux était descendu à 603 pour 100 000 personnes,. L'Afrique est le continent où l'on retrouve le plus de cas de tuberculose, avec un nombre de cas estimé à 2,3 millions en 2010 par l'Organisation mondiale de la santé.

### Pandémie de Covid-19

#### Situation sanitaire

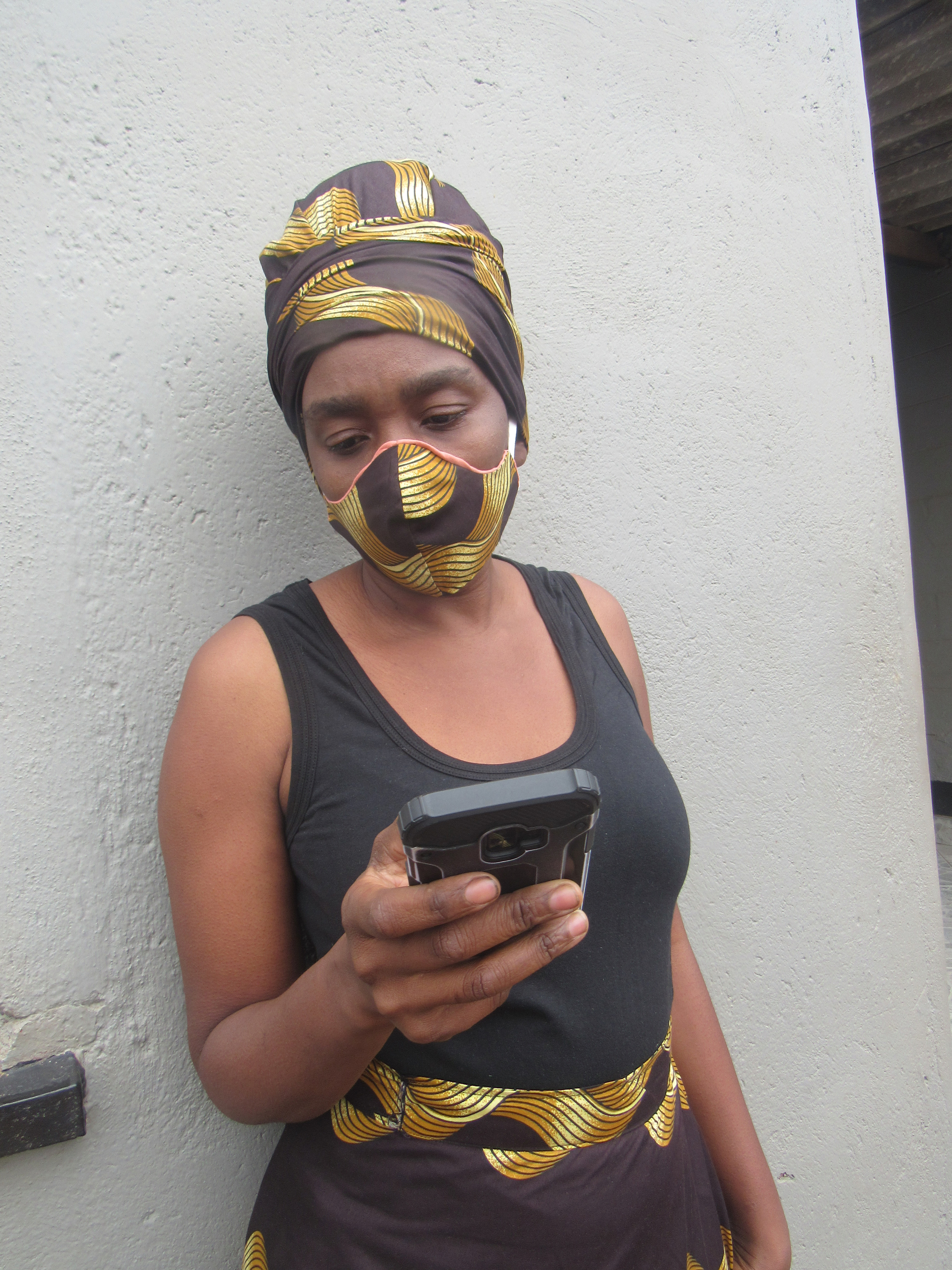
Une femme zimbabwéenne portant un masque du fait de la pandémie de Covid-19.

Le premier cas de Covid-19 du Zimbabwe a été signalé chez un habitant de Victoria Falls qui est revenu du Royaume-Uni via l'Afrique du Sud le 15 mars 2020. Ce cas est détecté le 20 mars. Aucun décès n'a été signalé initialement comme indiqué par erreur dans certaines sources depuis que le patient continue de s'isoler à domicile et montre des signes de rétablissement.
Deux autres cas dans le pays ont été confirmés le 21 mars, les deux se trouvant à Harare. Le 23 mars, il a été confirmé que le journaliste Zororo Makamba était la première personne dans le pays à décéder du virus,,. Il y avait huit cas confirmés en mars. En mars 2021, il y a eu 793 nouveaux cas et 60 décès, portant le nombre de cas totaux depuis le début de la pandémie au Zimbabwe à 36 882 dont 1 523 décès. Trois membres importants du gouvernement, dont Sibusiso Moyo qui avait annoncé, en 2017, l'éviction du président d'alors, Robert Mugabe, sont également morts durant cette pandémie. À la suite de ces décès, le porte-parole du gouvernement zimbabwéen, Nick Mangwana, a déclaré, le 24 janvier 2021 sur son compte Twitter que les médecins sont des « assassins politiques qui se cachent derrière des compétences médicales ». Cette déclaration a déclenché la colère des médecins, forçant le porte-parole à présenter des excuses publiques. Certains observateurs remettent en question la véracité des chiffres avancés par le gouvernement. C'est notamment le cas de la Zimbabwe Senior Hospital Doctors Association, qui disait, en janvier 2021, à propos des cas officiels, que l'on pouvait multiplier le nombre de cas par sept.
La pandémie entraîne également un risque important de voir une famine se déclencher au sein du pays, amenant l'ONU à lancer un plan d'aide humanitaire. La pandémie, et les mesures de prévention comme le confinement, ont provoqué une vague d'immigration massive vers l'Afrique du Sud.

#### Mesures de prévention prises par le gouvernement
Avant qu'il n'y ait de cas confirmés dans le pays, le président Emmerson Mnangagwa avait déclaré l'urgence nationale, ce qui l'a amené à imposer des restrictions concernant les voyages et à interdire les grands rassemblements.

### Santé maternelle et infantile

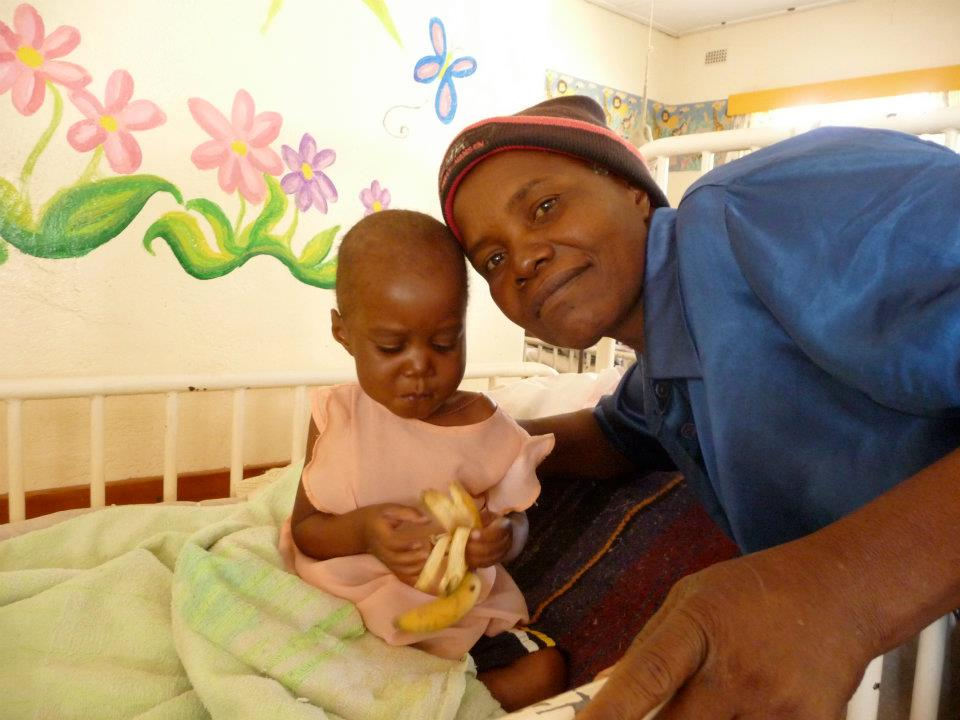
Un nouveau-né à l’hôpital de Karanda.

Selon le PNUD, le Zimbabwe a huit objectifs du Millénaire pour le développement, le quatrième étant la santé de l'enfant. Les taux de mortalité infantile au Zimbabwe ont diminué. En 2000, le taux de mortalité infantile était de 63 décès pour 1 000 personnes, tandis qu'en 2010, le taux de mortalité infantile était de 45 décès pour 1 000 personnes. Certaines des maladies les plus courantes, liées à la sous-alimentation, auxquelles sont confrontés les jeunes enfants zimbabwéens sont les carences martiales, l'anémie, les carence en vitamine A, ou ayant une déficience mentale ( carence en iode ). En plus des maladies liées à la faim, les enfants sont également sujets à des maladies infantiles, telles que les infections respiratoires aiguës, les maladies diarrhéiques et le paludisme. Parmi toutes ces maladies, la maladie la plus courante est la carence en iode, car 35 000 enfants souffrent de troubles mentaux dus à une carence en iode.
Bon nombre des maladies courantes qui entraînent souvent la mort des enfants sont liées à la faim : les carences nutritionnelles sont à l'origine d'une grande mortalité infantile au Zimbabwe. Le VIH / sida constitue également un problème majeur au Zimbabwe : il affecte également la mortalité infantile du Zimbabwe. Le VIH/sida se transmet de nombreuses façons, et notamment à travers l'accouchement - via le canal génital et l'allaitement. À mesure que le nombre de mères infectées par le VIH/sida augmentera, la mortalité infantile due au VIH/sida augmentera également. La lutte contre le VIH/sida est également l'un des huit objectifs du Millénaire pour le développement que le Zimbabwe souhaite atteindre.
Se classant au 15e rang des pays ayant le taux de mortalité maternelle le plus élevé, le Zimbabwe a enregistré 570 décès pour 100 000 naissances d'enfants vivants en 2010. Ce taux a considérablement diminué depuis 2000, où le taux de mortalité maternelle était de 640 décès pour 100 000 naissances d'enfants vivants. Selon le PNUD, les décès maternels surviennent principalement en raison de maladies liées au sida, d'hémorragies et d'hypertension. Dans de nombreux cas, les femmes enceintes et les mères manquent de fer, provoquant une anémie ferriprive. Certaines femmes souffrent également de malformations congénitales du tube neural - toutes ces maladies pouvant être transmises à leurs enfants.

### Contraception
Le Zimbabwe a été au centre d'une campagne de promotion des contraceptifs et de leurs méthodes d'utilisation dans les pays africains. Le Zimbabwe a commencé une nouvelle industrie visant à produire des pénis en bois pour être exportés vers d'autres parties de l'Afrique, à des fins de démonstration.
Les préservatifs féminins sont utilisés au Zimbabwe comme moyen de contraception. Leur utilisation est environ 94 à 97 % plus efficace pour réduire le risque d'être infecté par le VIH, que les préservatifs masculins. Des études réalisées au Kenya, en Thaïlande et aux États-Unis ont montré que les préservatifs féminins sont plus efficaces en termes de protection des parties génitales contre l'infection par les MST et les IST par rapport aux préservatifs masculins. Les préservatifs féminins sont devenus accessibles aux femmes zimbabwéennes au milieu des années 1990, après qu'elles ont signé des pétitions et qu'elles les ont présentées au gouvernement pour autoriser l'accès à ce moyen de contraception au milieu des années 90.
Récemment, l'accès aux contraceptifs et leur utilisation ont été fortement demandés par la jeunesse zimbabwéenne. Un grand nombre de jeunes ont déclaré être gênés d'aller dans les pharmacies et les cliniques pour obtenir des contraceptifs, parce que les pharmaciens pensent qu'ils sont trop jeunes pour avoir des relations sexuelles. Parfois, il est mal vu par la société d'acheter des contraceptifs, en raison de la croyance « pas de sexe avant le mariage », ce qui n'incite pas les jeunes à avoir recours à des moyens de contraception.

## Facteurs environnementaux affectant la santé

### Pollution de l'eau

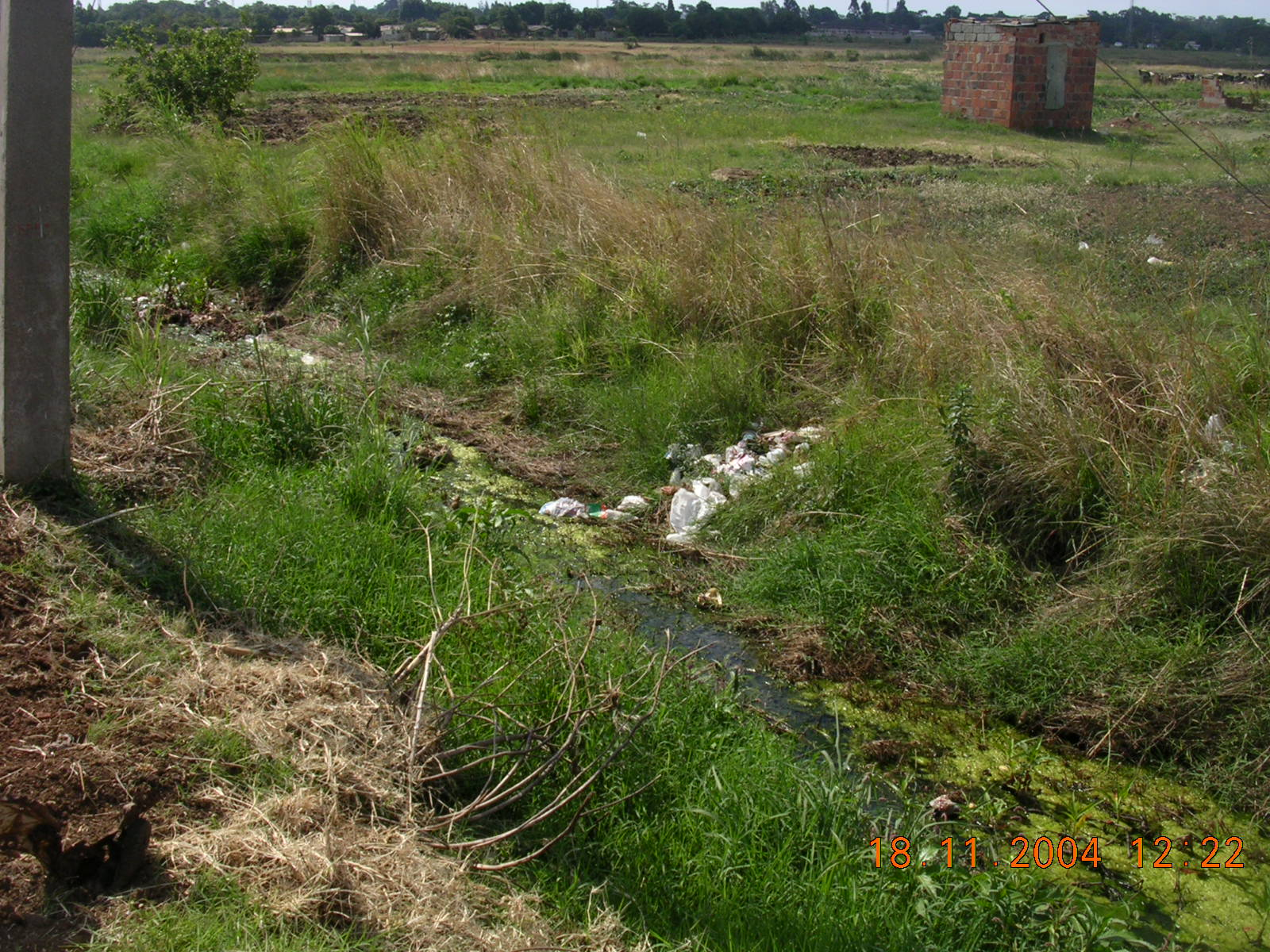
Un drain à ciel ouvert dans le canton de Kuwadzana près de Harare en 2004. Des drains comme celui-ci transportent les eaux usées des canalisations d'eaux usées et les excréments. Ces drains à ciel ouvert peuvent participer à la propagation d'épidémies quand le système de traitement de l'eau s'effondre, comme en 2008, avec l'épidémie de choléra.

L'état de l'eau et sa propreté au Zimbabwe sont au plus bas. Au Zimbabwe, l'eau contient fréquemment des maladies mortelles dues à la contamination par des travaux industriels. L'une des principales origines de la pollution de l'eau est l'industrie minière du Zimbabwe. En extrayant de l'or, du platine et d'autres alliages métalliques précieux et chers, l'exploitation minière représente un tiers des revenus des exportations du Zimbabwe, mais contribue fortement à la contamination de l'eau, via la dissémination de métaux lourds dans les cours d'eau potables.
Une quantité excessive de ces métaux dans l'eau détériore la santé des humains, mais aussi la vie des animaux et des plantes. Il est donc dangereux pour tout type d'organismes d'en consommer. Par exemple, des apports excessifs de zinc peuvent endommager les organes internes et réduire l'efficacité du système immunitaire . Bien que le zinc soit un nutriment majeur fourni avec les aliments, une quantité excessive de celui-ci est nocive.
D'autres maladies qui surviennent au Zimbabwe en raison de la pollution de l'eau sont le choléra, la typhoïde, l'hépatite infectieuse, et des parasites tels que Giardia, Salmonella et Cryptosporidium. Néanmoins, les Zimbabwéens continuent de consommer, par nécessité, l'eau contaminée, favorisant l'apparition et la propagation des maladies.

### Pollution de l'air
La pollution de l'air est également un problème croissant au Zimbabwe, en raison des industries, de la mauvaise gestion des déchets et des transports. L'Organisation mondiale de la santé a fixé une limite d'émission de dioxyde de soufre à 20 μg /m 3 en moyenne sur 24 heures. À Harare, la capitale du Zimbabwe, cette limite a été dépassée avec plus de 200mg/m3 d'émission de dioxyde de soufre en 24 heures. La libération de dioxyde de soufre est nocive pour la vie des humains et pour les autres êtres vivants. L'inhalation de dioxyde de soufre entraîne des maladies pulmonaires, des difficultés respiratoires, et la formation d'acide sulfureux, provoquant une forte irritation des muqueuses et empêchant le système respiratoire de défendre le corps contre les particules et bactéries étrangères. De plus, l'émission de dioxyde de soufre dans l'atmosphère favorise l'apparition de pluies acides en réagissant avec l'eau, les oxydes d'azote et d'autres oxydes de soufre,.
La diffusion de dioxyde de soufre dans l'atmosphère est une conséquence écologique qui résulte de la combustion de combustibles fossiles qui est réalisée dans de nombreux pays et de nombreuses industries pour la formation d'énergie, dans les centrales électriques et pour les automobiles. Les pluies acides peuvent entraîner de l'asthme, des bronchites, des inflammations pulmonaires, de l'emphysème et d'autres maladies pulmonaires et cardiaques. En 2007, le nombre de voitures pour 1 000 personnes était de 114, contre 17 voitures pour 1 000 personnes chez son pays voisin, la Zambie. Le Zimbabwe a un nombre assez élevé de voitures, dont la plupart sont d'occasion. Ces voitures d'occasion à bas prix ne respectent pas les taux d'émission standard du Zimbabwe.

### Gestion des déchets

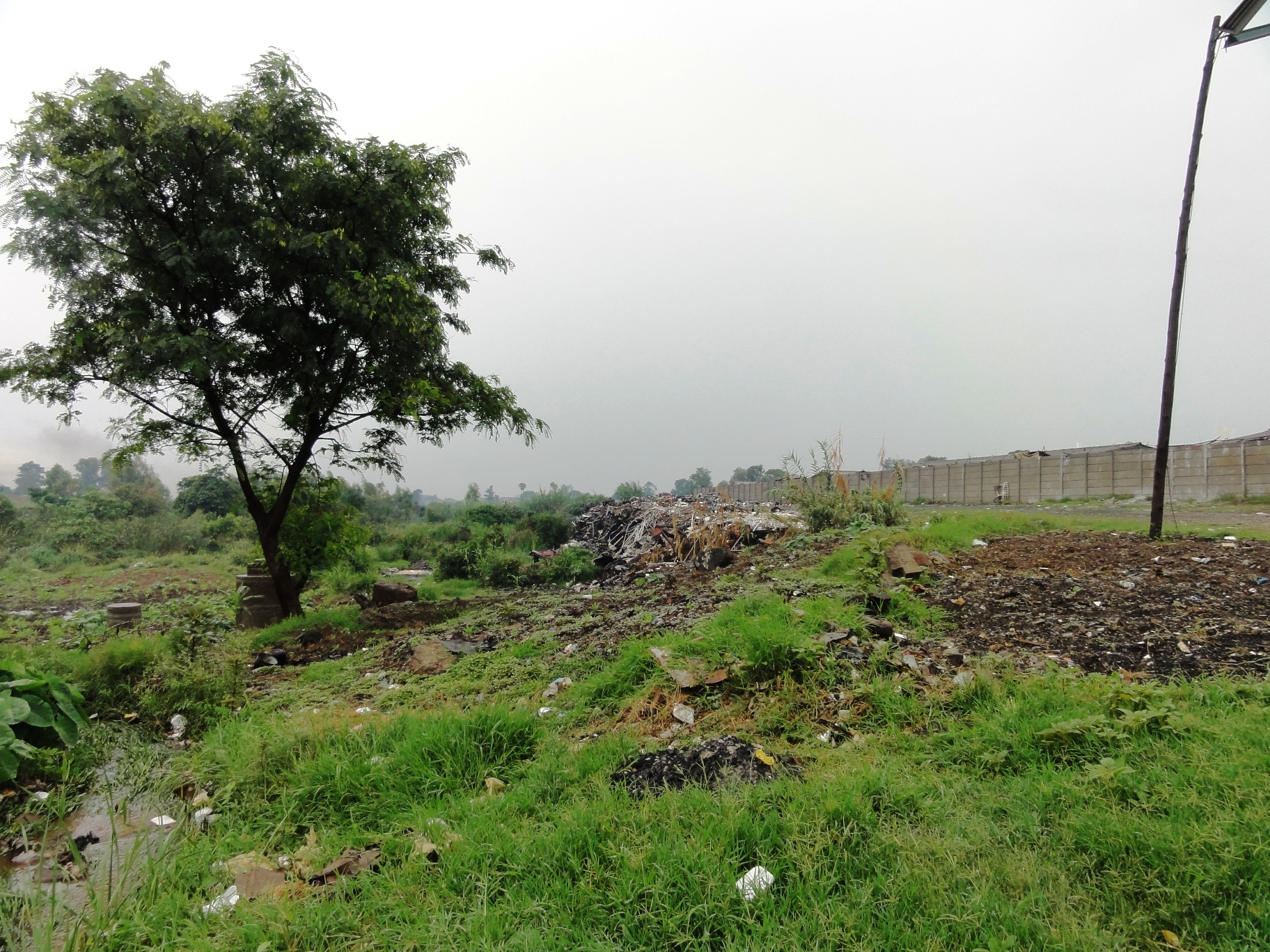
Une décharge à ciel ouvert à Harare.

Une mauvaise gestion des déchets perturbe également la santé et le mode de vie des habitants du Zimbabwe. La difficulté de se procurer de l'eau potable pousse ceux qui peuvent se payer de l'eau en bouteilles à les acheter pour se fournir en eau potable. Cependant, une fois qu'ils ont fini de les utiliser, les bouteilles sont souvent jetées ou brûlées. La combustion du plastique dégage des fumées toxiques et cancérigènes qui, si elles sont inhalées, ingérées ou entrent en contact avec les muqueuses, peuvent causer des effets nocifs ou toxiques sur les individus exposés. Certains des produits chimiques libérés dans ce processus sont le benzopyrène et d'autres hydrocarbures poly-aromatiques.